# Ившинская (Няндомский район)
Ившинская — деревня в Няндомском районе Архангельской области.

## География
Находится в юго-западной части Архангельской области на расстоянии приблизительно 72 км на север-северо-восток по прямой от административного центра района города Няндома на восточном берегу озера Ильинское.

## История
В 1873 году здесь было учтено 9 дворов, в 1905 — 20. Тогда деревня входила в Каргопольский уезд Олонецкой губернии. До 2022 года входила в Шалакушское сельское поселение до его упразднения.

## Население
Численность населения: 53 человека (1873 год), 79 (1905), 4 (русские 100 %) в 2002 году, 3 в 2010.